# Строкачи
Строкачи (укр. Строкачі) — село,
Пузыревский сельский совет,
Семёновский район,
Полтавская область,
Украина.
Код КОАТУУ — 5324586709. Население по переписи 2001 года составляло 130 человек.

## Географическое положение
Село Строкачи находится в 6-и км от левого берега реки Сула,
на краю большого болота, в котором много озёр, в том числе озёра Худолевское Кривое, Баклан, Коза, Сага.
На расстоянии в 1,5 км расположено село Новый Калкаев.

## История
Село указано на специальной карте Западной части России Шуберта 1826-1840 годов